# 圓音放送
円音放送（えんおんほうそう、WBS）は、大韓民国のFMラジオネットワーク。仏教系の新宗教である円仏教によって設立された財団法人円音放送が運営する。
1998年11月30日、円仏教中央本部がある全羅北道益山市で開局（HLDV、97.9MHz、3kW）。系列局として2001年8月30日に釜山円音放送（釜山広域市中区、HLQJ、104.9MHz、3kW）、同年9月12日にソウル円音放送（ソウル特別市銅雀区、HLQK-FM、89.7MHz、3kW）が開局した。2008年4月21日に光州円音放送（光州広域市西区、HLQN、107.9MHz、1kW）が開局。2011年11月20日に大邱円音放送（大邱広域市中区、HLCS、98.3MHz、1kW）が開局。
番組内容は決して宗教番組だけではない。むしろ一般の娯楽番組の方が多い。
トロット音楽なども多く流されており、歌手のゲスト出演なども多い。
ホームページ内で過去の番組を聞くことも可能である。